# Byttneria flexuosa
Byttneria flexuosa é uma espécie de angiospérmica da família Sterculiaceae.
Apenas pode ser encontrada no Equador.
Os seus habitats naturais são: regiões subtropicais ou tropicais húmidas de alta altitude.